# KompoZer
KompoZer — визуальный HTML-редактор, основанный на Nvu. 
В марте 2007 года Download.com объявила KompoZer лучшей бесплатной альтернативой Adobe CS3. Развитие редактора прекратилось в 2010 году.

## Функции программы
- Работа в режиме WYSIWYG, редактирование исходного кода напрямую
- GUI основывается на XUL
- Работа с несколькими документами с помощью вкладок
- KompoZer может проверить исходный код страницы с помощью HTML-валидатора от W3C
- Встроенный FTP-клиент